# Les Cheveux de l'aimée
Les Cheveux de l'aimée est un western camarguais français réalisé par Jean Durand et sorti en 1911.

## Fiche technique
- Réalisation : Jean Durand
- Pays : France
- Format : Muet - Noir et blanc
- Métrage : 148 m
- Date de sortie : France : 1911.

## Distribution
- Gaston Modot